# 今野博
今野 博（こんの ひろし、1922年（大正11年）-　）は、日本の都市計画家。工学博士（東京大学）。岩手県生まれ。前田環境美術(株)会長。財団法人 都市づくりパブリックデザインセンター顧問。

## 略歴
1945年東京帝国大学第二工学部土木工学科卒。　日本住宅公団首都圏宅地開発本部長から同首都圏宅地開発本部長を経て、建設省都市局区画整理課長、1970年1月に街路課長を歴任し、1971年同省都市局技術参事官。また1967年より兼務にて東京大学工学部都市工学科講師。1974年日本住宅公団理事、衆議院建設委員会調査員。1981年(株)都市開発技術サービス代表取締役社長を経て、同社取締役会長。都市計画コンサルタント協会の会長と都市づくりパブリックデザインセンター理事長、日本都市計画学会会長も歴任。

## 著書
- 都市の開発　山海堂
- 新しい都市づくり（北野道彦と共著）少年の科学シリーズ　鹿島出版会　1968年
- 新編都市計画　森北出版（森北土木工学全書18)
- まちづくりと歩行空間―豊かな都市空間の創造をめざして　鹿島出版会　1981年